# Suicidio de Arsen y Tigran
El suicidio de Arsen y Tigran ocurrió el 20 de octubre de 2022 en Ereván, la capital de Armenia. La pareja se suicidó a causa del acoso homofóbico.

## Hechos
Arsen (15 de mayo de 2006 – 20 de octubre de 2022), de 16 años, y Tigran (30 de noviembre de 2000 – 20 de octubre de 2022), de 21, fueron una joven pareja que, el 20 de octubre de 2022, decidieron saltar juntos desde el puente Davtashen, un viaducto sobre el río Hrazdan, de 92 metros de altura, situado en la ciudad de Ereván, capital de Armenia. Antes de suicidarse, publicaron una serie de fotos en la red social Instagram, donde expresaban su amor y acompañaban las imágenes con el mensaje: «Happy End. Решения поделиться фотографиями и все наши совместные действия были приняты нами обоими» (en español: Final feliz. Las decisiones sobre compartir las fotos y nuestras acciones futuras las tomamos conjuntamente).
Según Epress, la familia de Arsen se oponía a la relación con una persona mayor, quien recientemente había llegado a Armenia desde Rusia. Por ello, Arsen se escapó de casa. También la pareja había recibido amenazas.

## Reacciones
Pink Armenia, una asociación que lucha por la defensa de los derechos LGBT+ en un país de mayoría cristiana ortodoxa e intolerante con la homosexualidad, lamentó el suceso. Las imágenes publicadas por Arsen y Tigran se hicieron virales. Pink Armenia también denunció que, entre los mensajes de condolencias y apoyo por los hechos, muchas respuestas a estas fotografías fueron también de mensajes de odio.
El suicidio de la pareja conmocionó a parte de la sociedad armenia y a las comunidades de la diáspora armenia. El día 22 de octubre, se realizó una vigilia por la pareja en un parque céntrico de Ereván, donde acudieron amistades y representantes del colectivo LGBT+ armenio.